# 13179 Johncochrane
13179 Johncochrane este un asteroid din centura principală de asteroizi.

## Descriere
13179 Johncochrane este un asteroid din centura principală de asteroizi. A fost descoperit pe 18 aprilie 1996 la Observatorul La Silla de Eric Walter Elst. Asteroidul prezintă o orbită caracterizată de o semiaxă mare de 3,11 ua, o excentricitate de 0,13 și o înclinație de 1,2° în raport cu ecliptica.